# Platydasys ocellatus

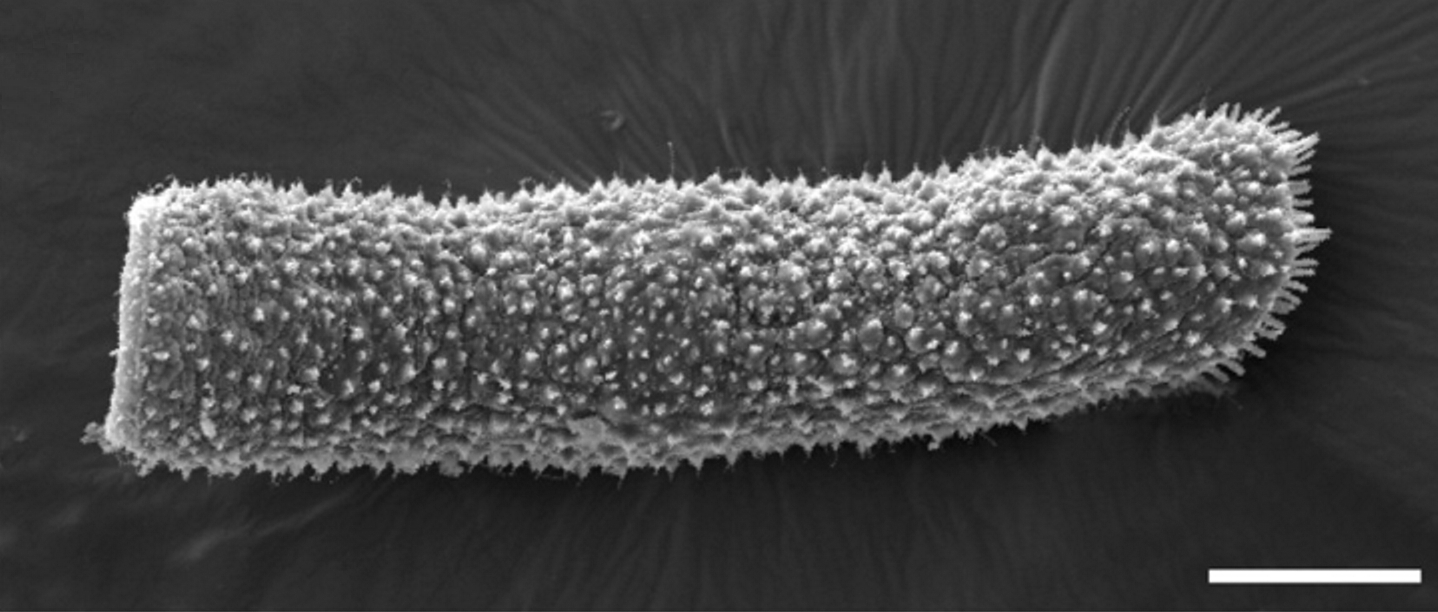
SEM mikrofotografi

Platydasys ocellatus är en djurart som tillhör fylumet bukhårsdjur, och som beskrevs av Clausen 1965. Platydasys ocellatus ingår i släktet Platydasys och familjen Thaumastodermatidae. Inga underarter finns listade i Catalogue of Life.